# Paneldaten
Bei Paneldaten handelt es sich um zweidimensionale Daten, die im Rahmen einer Panelstudie erhoben werden. Von Paneldaten zu unterscheiden sind Querschnittsdaten, in denen die Einheiten zu einem einzigen Zeitpunkt erfasst werden, und Zeitreihendaten, in denen eine einzige Einheit über mehrere Zeitperioden beobachtet wird. Neben den immer selben Untersuchungseinheiten (z. B. Personen, Haushalte oder Unternehmen) im Panel und der mehrfachen Durchführung der Erhebung (z. B. monatlich, jährlich oder zweijährlich) wird als drittes Merkmal genannt, dass dieselben oder zumindest die gleichen Inhalte erfragt oder erhoben werden.
Die Paneldatenanalyse ist die statistische Analyse von Paneldaten im Rahmen der Panelforschung. Obwohl es sich bei einem Panel weiterhin um Beobachtungsstudien handelt (es findet keine Intervention statt), besteht ein wesentliches Ziel darin, der Kausalanalyse so nah wie möglich zu kommen.
Paneldaten werden in Tabellen organisiert, die aus Zeilen und Spalten bestehen. Dabei gibt es zwei wesentliche Formate. Beim Wide-Format entspricht eine Zeile einem Untersuchungsobjekt und die Messwerte der Zeitpunkte werden als Spalten angehängt. Anders beim Long-Format, in dem für jede durchgeführte Beobachtung eine Zeile hinzugefügt wird, also dasselbe Objekt in mehreren Zeilen auftaucht (vgl. Wide-Format und Long-Format). Wird jede Person-Jahr-Kombination als einzelne Beobachtung betrachtet, spricht man von gepoolten Daten.

## Beurteilung

### Vorteile
- Gegenüber Querschnittserhebungen, bei denen alle relevanten Variablen gleichzeitig mit einer einmaligen Messung erhoben werden, haben Panels den Vorteil, dass kausale Fragestellungen wesentlich besser bearbeitet werden können, weil Veränderungen auf Individualdatenniveau am selben Untersuchungsobjekt festgestellt werden können. Allerdings ist der kausale Schluss aufgrund von vielen nicht ausschließbaren Einflussgrößen nicht sonderlich valide, wie es bei allen quasi-experimentellen Untersuchungen der Fall ist.
- Gegenüber Trenderhebungen, bei denen für jede Untersuchung neue Teilnehmer ausgewählt werden, haben Panel-Untersuchungen den Vorteil, dass das Verhalten der Befragten über mehrere Messzeitpunkte hinweg beobachtet werden kann. So werden Zeitreihenuntersuchungen auf Individualdatenniveau möglich, aus denen auf Kausalbeziehungen zwischen mehreren im Panel erhobenen Variablen geschlossen werden kann. Natürlich können die Panelteilnehmer daneben auch an zusätzlichen Ad-hoc-Untersuchungen teilnehmen.
- Gegenüber klassischen Ad-hoc-Methoden lassen sich in den Haushalts- / Verbraucherpanels sonst – über klassische Screening-Methoden – oftmals schwer oder gar nicht auffindbare (Spezial-)Zielgruppen (bspw. Haushalte, die sich in dem letzten Quartal ein bestimmtes Produkt gekauft haben) – repräsentativ selektieren und somit marktforschungs-ökonomisch befragen. Grundlage hierfür bilden die (Einkaufs-)Daten aus den kontinuierlichen Trackings, die in den Panels stattfinden. Da die Daten je Haushalt vorliegen, können befragungsrelevante Zielgruppen „per Knopfdruck“ repräsentativ ausgewählt werden.

### Nachteile
- Konstanz der Messinstrumente: Der soziokulturelle Wandel führt dazu, dass sich die Bedeutung von Begriffen verändert. Deshalb kann es dazu kommen, dass dieselbe Fragestellung 10 Jahre später nicht mehr die gleiche Ausprägung des gleichen Konstrukts misst. Gleichzeitig werden auch neue, zum Teil bessere, sozialwissenschaftliche Mess- und Auswahlverfahren entwickelt. Hieraus ergibt sich ein Konflikt zwischen dem Bestreben, Messverfahren mit möglichst hoher Güte einzusetzen und die Konstanz der Messinstrumente zu gewährleisten.
- Panelmortalität: Im Verlauf von Panel-Untersuchungen kommt es häufig dazu, dass Teilnehmer z. B. aufgrund von Krankheit, Umzug oder Verlust der Teilnahmemotivation längere Zeit nicht aktiv an der Untersuchung teilnehmen oder ausscheiden. Von besonderem Interesse für die Untersuchung sind daher diejenigen Teilnehmer, die während des gesamten Untersuchungszeitraums aktiv im Panel waren. Diese Teilgruppe des Panels wird als durchgehende Masse bezeichnet. Die durchgehende Masse wird umso kleiner, je länger der Untersuchungszeitraum ist. Dieses Problem wird als Panelsterblichkeit oder Panelmortalität bezeichnet. Sie ist vor allem deshalb problematisch, weil sie zu systematischen Verzerrungen führen kann: Häufig weichen die ausgeschiedenen Personen hinsichtlich eines oder mehrerer Merkmale systematisch von den im Panel verbleibenden Probanden ab. Um dem Problem der Panelmortalität entgegenzuwirken, wird versucht die Ausfallrate durch Panelpflege gering zu halten und die Stichprobe ausreichend groß zu wählen.
- Paneleffekte: Durch die wiederholte Befragung können sich die untersuchten Objekte verändern. Es kann passieren, dass die befragten Personen ihre Einstellungen zu einem bestimmten Thema erst durch die Befragung entwickeln. Außerdem können bestehende Einstellungen und Verhaltensweisen durch die wiederholte Befragung verändert oder gefestigt werden. Beide Verzerrungen werden als Paneleffekte zusammengefasst. Außerdem kann die Kenntnis des Untersuchungsablaufs das Antwortverhalten im Vergleich zur Erstbefragung verändern. In Interviewstudien kann die Ausbildung freundschaftlicher Beziehungen zwischen Interviewern und Befragten das Antwortverhalten ebenfalls beeinflussen.
- Panelerstarrung: Auch wenn die Befragungseinheit gleich bleibt, können persönliche Veränderungen der befragten Personen, wie z. B. die Geburt von Kindern oder der berufliche oder finanzielle Aufstieg, dazu führen, dass das Panel seine Repräsentativität für die Grundgesamtheit verliert.
- Panelselektionseffekte bezeichnen die systematischen Verzerrungen des Ergebnisses einer Panelstudie durch selektive Rekrutierungsverfahren und selektive Ausfälle. Dieses Problem tritt vor allem dann auf, wenn die Stichprobe aus Personen gebildet wird, die sich freiwillig zur Teilnahme an der Panel-Untersuchung bereit erklären, wie dies bei Access-Panels in der kommerziellen Marktforschung geschieht.
- Personeller und finanzieller Aufwand: Ein weiterer Nachteil der Panelforschung, wenngleich nicht methodischer Art, liegt im höheren personellen und finanziellen Aufwand der Teilnehmerverwaltung und -betreuung.

## Einteilungen und Eigenschaften von Panels

### Einteilung nach Untersuchungsobjekt
- In Betriebs-Panels werden wiederholt die gleichen Unternehmen befragt. Das wichtigste Betriebs-Panel ist das IAB-Betriebspanel.
- Unternehmens-Panels befragen wiederholt dieselben Unternehmen. Dabei ist die Beobachtungseinheit das rechtlich selbstständige Unternehmen, das aus einer oder mehreren Betriebsstätten bestehen kann. Das Unternehmen kann dabei Teil einer Gruppe, Organschaft etc. sein. Eines der sowohl nach Fallzahl als auch nach Variablenzahl umfangreichsten Unternehmens-Panel ist das German Business Panel, das verschiedene Erhebungsdesigns (alternierend, rotierend, geteilt) und Erhebungsmethoden (CAWI, CATI) verbindet.
- Bei Personen-Panels werden dieselben Personen wiederholt befragt. Je nach Zielsetzung der Untersuchung kann das Panel ein Individual-Panel sein, bei dem es um einzelne Personen geht, ein Haushaltspanel, bei dem alle Personen des Haushalts von Interesse sind, oder ein spezialisiertes Panel wie z. B. Autofahrer-Panel, Kinder-Panel usw. Die wichtigsten Personen-Panel in der Bundesrepublik sind
  - das „Sozio-oekonomische Panel“ (SOEP) und
  - der Mikrozensus (dieser wird auch in Österreich und in der Schweiz erhoben). Befragt werden jedes Jahr 1 % der Privathaushalte in Deutschland, was etwa 390.000 Haushalten mit 830.000 Menschen entspricht.[2]
- Die Kohortenstudie kann als ein spezielles Personen-Panel aufgefasst werden. Ihre Besonderheit ist, dass alle Personen einer Stichprobe derselben Kohorte angehören, d. h., dass in ihrem Lebenslauf annähernd zum selben Zeitpunkt ein bestimmtes biographisches Ereignis (z. B. Geburt, Einschulung, Hochzeit oder Scheidung) eingetreten ist. Die wichtigste Kohortenstudie in der Bundesrepublik ist das „Nationale Bildungspanel“ (NEPS).

### Einteilung nach Paneldesign
In der einfachen Panelstudie wird in jeder Erhebung die gesamte Stichprobe befragt. Um den Einfluss von Panelmortalität und Paneleffekten einzudämmen, wurden weitere Panel-Designs entwickelt. Nach der Durchführung kann man beispielsweise Online-Panels unterscheiden. Große Untersuchungen werden auch mit gemischten Methoden durchgeführt, etwa Computer Assisted Telephone Interview.
- Balancierte Daten („balanced panel data“) stellen einen idealtypischen Datensatz dar, bei dem für alle Individuen alle Daten für alle Zeitpunkte vorliegen. Sie sind statistisch etwas leichter zu beschreiben. In der Realität sind die Daten meist unvollständig, man spricht dann von unbalancierten Panels. Die Verwendung unbalancierter Daten stellt bei den betrachteten Modellen kein Problem dar, sofern die Daten zufällig fehlen und genügend aufeinander folgende Beobachtungen vorhanden sind. Systematisch fehlende Beobachtungen führen dagegen zu einem Selection bias und machen spezielle Schätzverfahren notwendig. Ein weiterer Vorteil liegt in der Vergrößerung der Datenbasis. Meist liegen unbalancierte („unbalanced“) Paneldaten vor, bei denen Individuen früher aus der Befragung ausscheiden oder später einsteigen. Die Schätzer der Modelle und statistische Tests benötigen jedoch eine Anpassung/Generalisierung der mathematischen Formeln, damit sie auf unbalancierten Datensätzen bzw. darauf basiernden Modellen umgehen können.
- Bei dem alternierenden Panel wird die Stichprobe in Subgruppen eingeteilt, die abwechselnd befragt werden. Zum Beispiel könnte in der ersten Erhebung nur die erste Subgruppe befragt werden, in der zweiten Erhebung nur die zweite, in der dritten Erhebung wieder die erste und so weiter. Auf diese Weise wird die Belastung für die Versuchspersonen verringert, und durch die längeren Zeitabstände ist die Gefahr von Paneleffekten verringert. Dieses Verfahren sollte allerdings nur bei ausreichend großen Stichproben angewendet werden.
- Eine weitere Design-Variante ist das rotierende Panel. Hier scheidet in jeder Erhebungswelle eine Subgruppe aus und wird durch eine neue ersetzt. Dadurch nimmt allerdings jede Subgruppe unterschiedlich oft an der Erhebung teil. Die Gruppe, welche nur einmal teilgenommen hat, muss ausgeschlossen werden. Die Panelmortalität der Gruppe, welche an allen Erhebungen teilgenommen hat, ist besonders groß.
- Das geteilte Panel („split panel survey“) hat den Vorteil, dass zu jeder Erhebungswelle eine Kontrollgruppe vorhanden ist. Auf diese Weise kann festgestellt werden, ob Paneleffekte auftreten und wie stark diese sind. Dazu bildet man zwei Gruppen. Mit der ersten Gruppe wird eine einfache Panelstudie durchgeführt (siehe oben). Die zweite Gruppe durchläuft entweder ein rotierendes Panel oder eine wiederholte Querschnittsuntersuchung.

Nachfolgend dargestellt sind Beispieldaten eines balancierten und unbalancierten Panels. Auf der rechten Seite liegen nicht für jede Person zu jeder Zeit Daten vor. Beide Tabellen zeigen Paneldaten im Long-Format.
| balanciertes Panel: |  | unbalanciertes Panel: |
| --- |  | --- |
| {\displaystyle {\begin{matrix}\mathrm {Person} &\mathrm {Jahr} &\mathrm {Einkommen} &\mathrm {Alter} &\mathrm {Geschlecht} \\1&2001&1300&27&1\\1&2002&1600&28&1\\1&2003&2000&29&1\\2&2001&2000&38&2\\2&2002&2300&39&2\\2&2003&2400&40&2\end{matrix}}} |  | {\displaystyle {\begin{matrix}\mathrm {Person} &\mathrm {Jahr} &\mathrm {Einkommen} &\mathrm {Alter} &\mathrm {Geschlecht} \\1&2001&1600&23&1\\1&2002&1500&24&1\\2&2001&1900&41&2\\2&2002&2000&42&2\\2&2003&2100&43&2\\3&2002&3300&34&1\end{matrix}}} |

## Weitere Panels
- Survey of Health, Ageing and Retirement in Europe
- Deutsches Mobilitätspanel
- pairfam
- Sächsische Längsschnittstudie
- Deutscher Alterssurvey